# Olympische Sommerspiele 1992/Teilnehmer (Zentralafrikanische Republik)
| Gelbes Symbol für Goldmedaillen mit stilisierten Olympischen Ringen | Graues Symbol für Silbermedaillen mit stilisierten Olympischen Ringen | Braundes Symbol für Bronzemedaillen mit stilisierten Olympischen Ringen |
| ------------------------------------------------------------------- | --------------------------------------------------------------------- | ----------------------------------------------------------------------- |
| —                                                                   | —                                                                     | —                                                                       |

Die Zentralafrikanische Republik nahm an den Olympischen Sommerspielen 1992 in Barcelona, Spanien, mit einer Delegation von 15 Sportlern (13 Männer und zwei Frauen) an 16 Wettkämpfen in 3 Sportarten teil. Medaillen konnten keine gewonnen werden. Es war die vierte Teilnahme an Olympischen Sommerspielen für das Land. 

## Teilnehmer nach Sportarten

### Judo
Damen
- Felicité Makounawode
  - Halbmittelgewicht

Rang 20

Herren
- André Mayounga
  - Mittelgewicht

Rang 21

- Siméon Toronlo
  - Leichtgewicht

Rang 22

### Leichtathletik
Damen
- Brigitte Nganaye
  - 800-Meter-Lauf

Runde eins: ausgeschieden in Lauf eins (Rang sechs), 2:15,70 min
  - 1500-Meter-Lauf

Runde eins: ausgeschieden in Lauf drei (Rang 13), 4:33,57 min

Herren
- Ferdinand Amadi
  - Marathon

Finale: 2:35:39 h, Rang 74

- Martial Biguet
  - 400-Meter-Lauf

Runde eins: ausgeschieden in Lauf drei (Rang sieben), 47,82 s

- Jacques-Henri Brunet
  - 400 Meter Hürden

Runde eins: ausgeschieden in Lauf eins (Rang sechs), 52,59 s

- Mickaël Conjungo
  - Diskuswurf

Qualifikationsrunde: Gruppe B, 57,46 m, Rang zwölf, Gesamtrang 24, nicht für das Finale qualifiziert
Versuch eins: 57,46 m
Versuch zwei: ungültig
Versuch drei: 54,40 m

- Zacharia Maidjida
  - 800-Meter-Lauf

Runde eins: ausgeschieden in Lauf fünf (Rang sechs), 1:50,41 min
  - 1500-Meter-Lauf

Runde eins: ausgeschieden in Lauf eins (Rang elf), 3:55,72 min

- Ernest Ndjissipou
  - 5000-Meter-Lauf

Runde eins: ausgeschieden in Lauf vier (Rang zwölf), 14:40,12 min

- Valentin Ngbogo
  - 100-Meter-Lauf

Runde eins: ausgeschieden in Lauf sieben (Rang sechs), 10,79 s
  - 200-Meter-Lauf

Runde eins: ausgeschieden in Lauf elf (Rang fünf), 21,51 s

### Radsport
Herren

Mannschaftszeitfahren (102,8 km)
- Ergebnisse
2:45:43 h, Rang 29
- Mannschaft
Vincent Gomgadja
Rufin Molomadan
Obed Ngaite
Christ Yarafa

Einzel
- Vincent Gomgadja
  - Straßenrennen (194 km)

Finale: Rennen nicht beendet (DNF)

- Obed Ngaite
  - Straßenrennen (194 km)

Finale: Rennen nicht beendet (DNF)

- Christ Yarafa
  - Straßenrennen (194 km)

Finale: Rennen nicht beendet (DNF)